# Josh Kline
(en) Statistiques sur pro-football-reference
Josh Kline, né le 29 décembre 1989 à Hoffman Estates dans l'Illinois, est un joueur américain de football américain. Non sélectionné lors de la draft 2013 de la NFL, il est recruté par les Patriots de la Nouvelle-Angleterre. Évoluant au poste d'offensive guard, il réussit à se faire sa place dans l'effectif de l'équipe lors du camp d'entraînement. Il reste trois années dans la ligne offensive des Patriots, jouant aux postes de guard gauche et droit. Il gagne le  Super Bowl XLIX et débute 13 rencontres avant d'être libéré par l'équipe en septembre 2016. Récupéré par les Titans du Tennesse, il rate les deux premières rencontres de la saison avant de s'imposer comme le guard droit titulaire de l'équipe. En mars 2018, après deux bonnes saisons sous le maillot des Titans, il signe un nouveau contrat de quatre ans pour 26 millions de dollars.

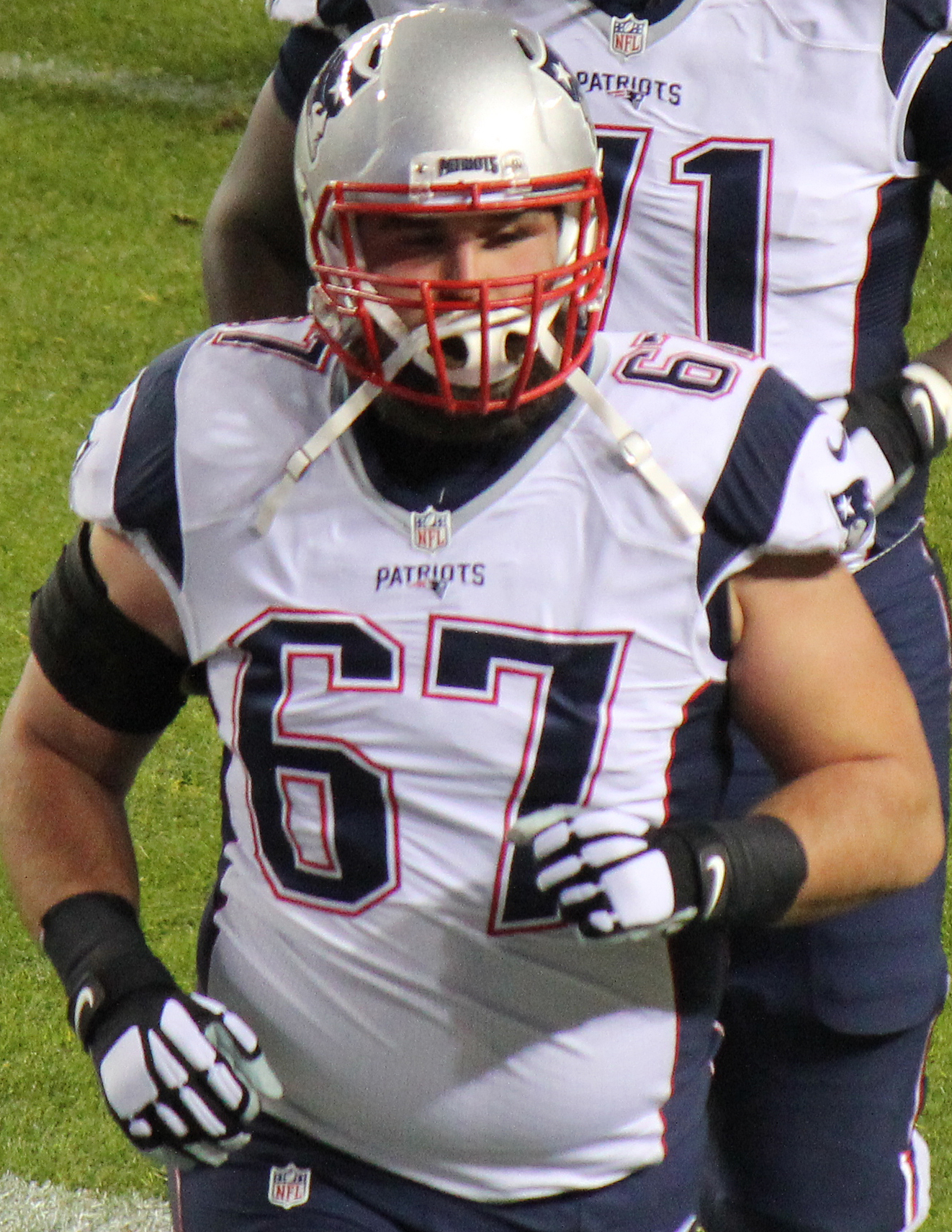
Josh Kline sous le maillot des Patriots.